# Julius Wolff
Pour les articles homonymes, voir Wolff.
Julius Wolff, né à Nimègue (Pays-Bas) le 18 avril 1882 et mort à Bergen-Belsen (Allemagne) le 8 février 1945, est un mathématicien néerlandais, connu pour son théorème Denjoy-Wolff (en) (associé avec Arnaud Denjoy) et pour sa démonstration du lemme de Schwarz.